# Sembleçay
Sembleçay település Franciaországban, Indre megyében. Lakosainak száma 101 fő (2022. január 1.). Sembleçay Chabris, Dun-le-Poëlier, Saint-Christophe-en-Bazelle és Val-Fouzon községekkel határos.

## Népesség
A település népessége az elmúlt években az alábbi módon változott:
| Lakosok száma | 150  | 113  | 102  | 121  | 102  | 102  | 101  | 98   | 98   | 101  |
|               | 1968 | 1982 | 1990 | 2006 | 2013 | 2015 | 2017 | 2019 | 2020 | 2022 |